# شاي كرك

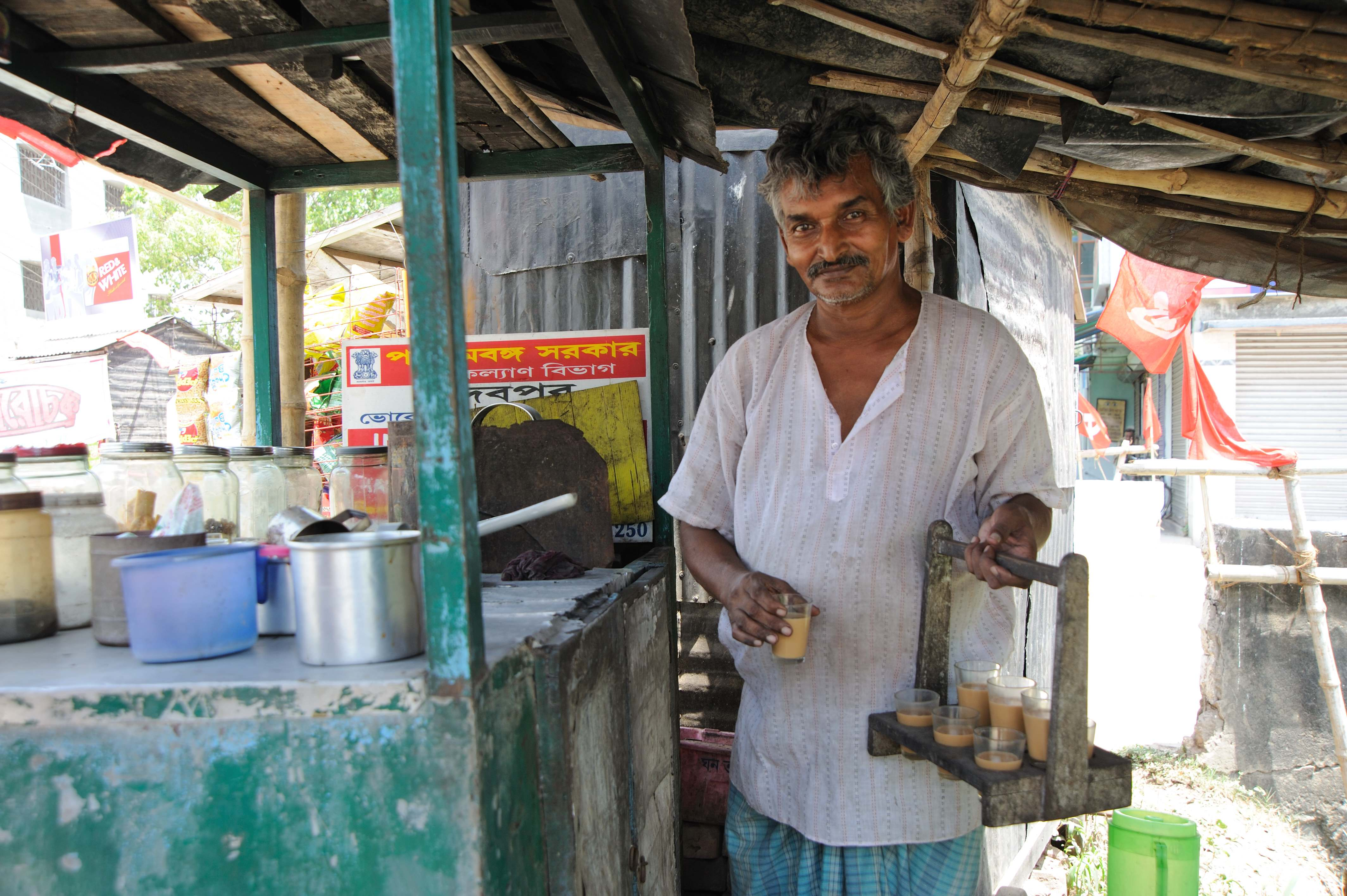
بائع شاي كرك في كلكتا بالهند.

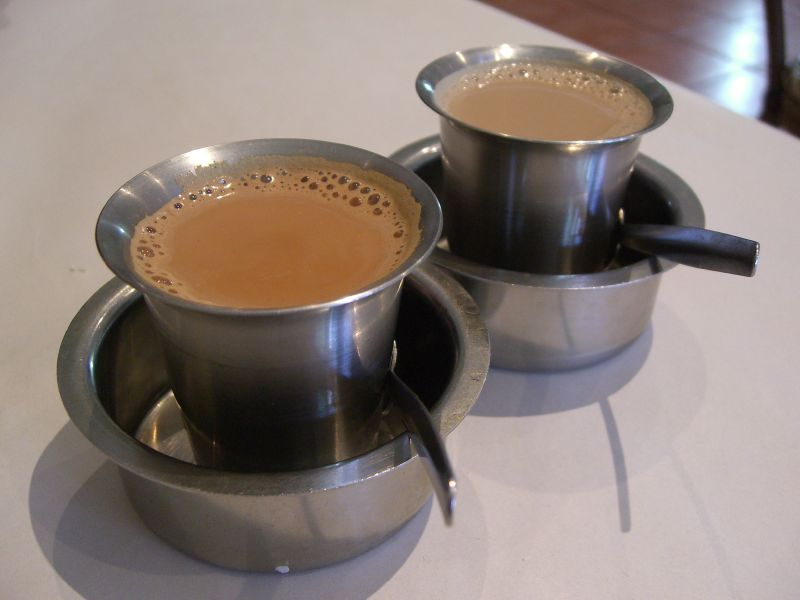
شاي كرك.

شاي الكرك (بالأُردية: چائے مصالحہ) هو نوع من الشاي أصله من الهند. وفي البلاد العربية، تشتهر به دول الخليج. ويسمى في المطبخ اليمني شاي عدني. وشاي الكرك عبارة عن شاي يغلى مع السكر والزعفران أو الهيل على نار هادئة لفترة وجيزة إلى أن تتركز النكهة، ثم يضاف إليه الحليب، ويترك على نار هادئة لفترة أطول. كما يضاف إليه أحياناً بعض النكهات الخاصة مثل القرفة أو الزنجبيل. والـ «كرك» كلمة أردية تعني المضاعف أو الجامد.

## معلومات
ماسالا تشاي (/ tʃaɪ / ؛ مضاءة «شاي خليط التوابل») هو مشروب شاي مصنوع عن طريق غلي الشاي الأسود في الحليب والماء مع خليط من الأعشاب والتوابل العطرية. اكتسب المشروب الذي نشأ في الهند، شهرة عالمية\ وأصبح سمة في العديد من المقاهي والشاي. على الرغم من تحضيره تقليديًا كخليط من حبات الهال الخضراء وعود من عيدانالقرفة والقرنفل المطحون والزنجبيل المطحون والفلفل الأسود جنبًا إلى جنب مع أوراق الشاي الأسود، إلا أن إصدارات البيع بالتجزئة تشمل أكياس الشاي للتسريب وخلطات البودرة الفورية والمركزات.
نشأ مصطلح «تشاي» من الكلمة الهندية «تشاي»، المشتقة من الكلمة الصينية للشاي، تشا (انظر: علم أصل الكلمة من الشاي). في اللغة الإنجليزية يشار إلى هذا الشاي المتبل عادة باسم ماسالا تشاي أو ببساطة شاي على الرغم من أن المصطلح يشير إلى الشاي بشكل عام في اللغة الأصلية. تستخدم العديد من المقاهي مصطلح chai latte أو chai tea latte (يُشار إليها باسم «شاي حليب»، إذا تمت ترجمة كل كلمة بلغة مختلفة الهندية والإنجليزية والإيطالية على التوالي) لإصدارها للإشارة إلى أنها مصنوع من الحليب المبخر، مثله مثل ذلك المستخدم في صنع قهوة لاتيه ولكنه يخلط مع الشاي المتبل المركز بدلاً من الإسبريسو. بحلول عام 1994 اكتسب المصطلح رواجًا في مشهد المقاهي الأمريكية.

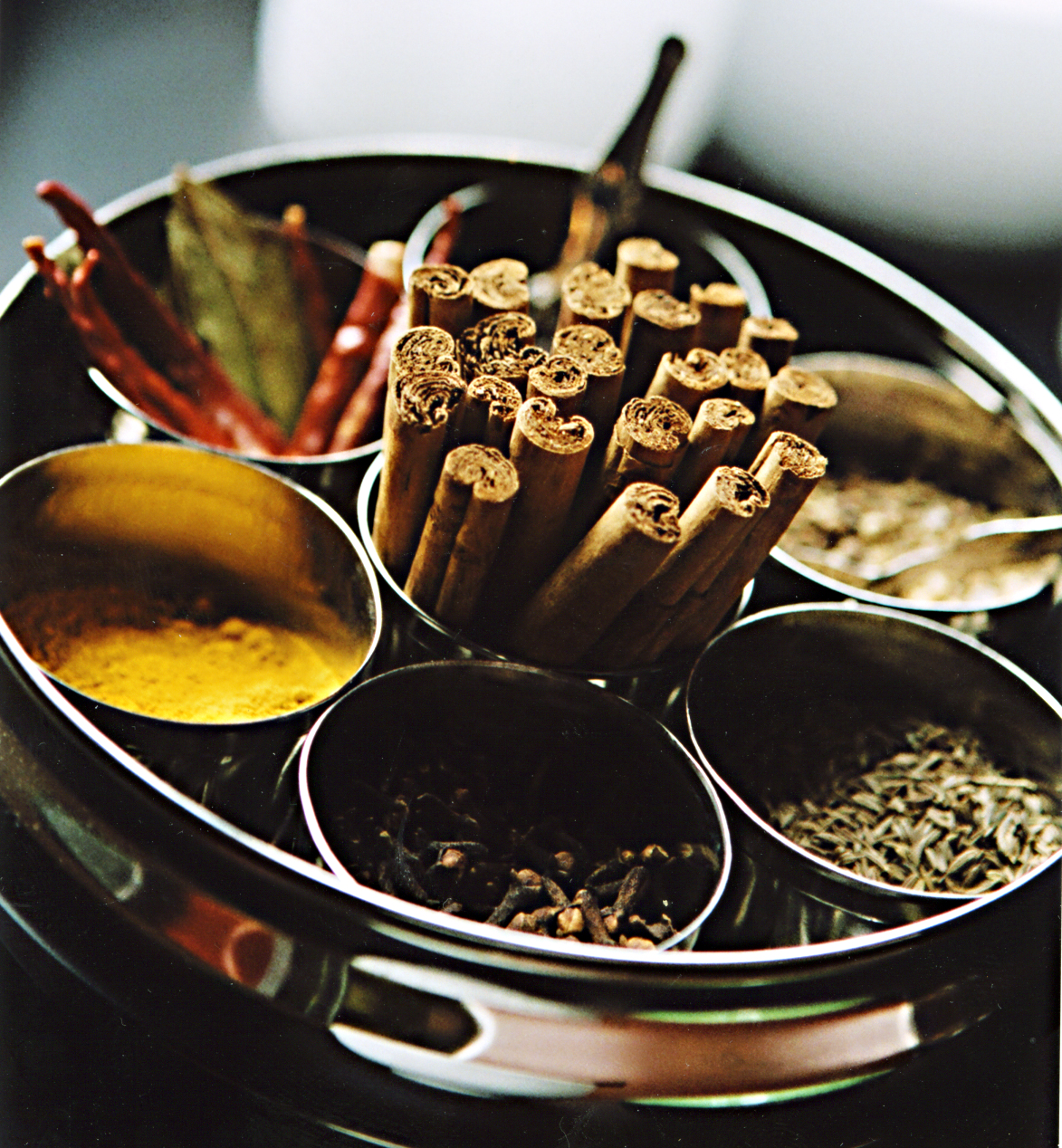
التوابل المستخدمة في صنع الشاي

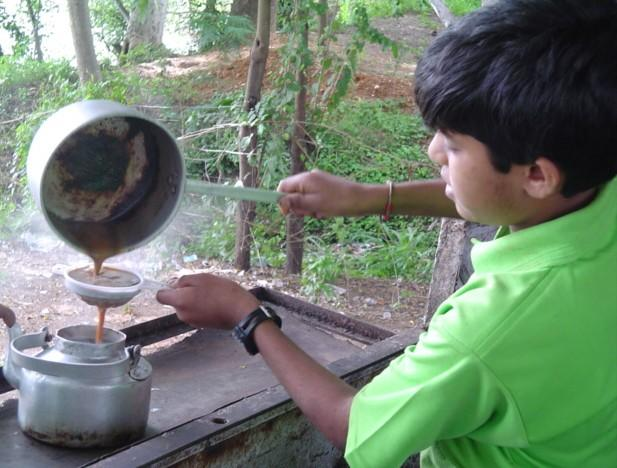
صبي في ميسور بالهند يحضر شاي ماسالا: نظرًا لأنه يتم تحضيره بالغلي عادةً ما يتضمن التحضير تصفية الشاي من المواد الصلبة.

## تاريخيا
نمت نباتات الشاي البرية في منطقة آسام منذ العصور القديمة ولكن تاريخيًا كان الهنود ينظرون إلى الشاي على أنه دواء عشبي وليس كمشروب ترفيهي. بعض خلطات توابل شاي ماسالا أو كارها وكاشيام (خا-شا-يام) التي لا تزال مستخدمة حاليًا مشتقة من نصوص أيورفيدا قديمة.
في ثلاثينيات القرن التاسع عشر أصبحت شركة الهند الشرقية البريطانية قلقة بشأن احتكار الصين للشاي والذي شكل معظم تجارتها ودعم الاستهلاك الهائل للشاي في بريطانيا العظمى بحوالي جنيه واحد (بالوزن) للفرد في السنة. لاحظ المستعمرون البريطانيون مؤخرًا وجود نباتات الشاي الأسامية وبدأوا في زراعة مزارع الشاي محليًا. في عام 1870 كان أكثر من 90٪ من الشاي المستهلك في بريطانيا العظمى لا يزال من أصل صيني ولكن بحلول عام 1900 انخفض هذا إلى 10٪ واستبدل بشكل كبير بالشاي المزروع في الهند (50٪) وسيلان (33٪)، حاليًا سريلانكا.
ومع ذلك ظل استهلاك الشاي الأسود داخل الهند منخفضًا حتى الحملة الترويجية التي قامت بها جمعية الشاي الهندية في أوائل القرن العشرين والتي شجعت المصانع والمناجم ومصانع النسيج لتوفير استراحات الشاي لعمالها. كما دعمت العديد من شعوب التشيوالا المستقلة في جميع أنحاء نظام السكك الحديدية المتنامي.
تم تقديم الترويج الرسمي للشاي بالطريقة الهندية، مع إضافة كميات صغيرة من الحليب والسكر. رفضت جمعية الشاي الهندية في البداية ميل البائعين المستقلين لإضافة التوابل وزيادة نسب الحليب والسكر بشكل كبير وبالتالي تقليل استخدامهم (وبالتالي شراء) أوراق الشاي لكل حجم سائل. ومع ذلك، فقد رسخ ماسالا تشاي في شكله الحالي نفسه بقوة كمشروب شعبي.

## المكونات
لم يتم تثبيت الوصفة أو طريقة التحضير لشاي ماسالا والعديد من العائلات لديها نسخ خاصة بها لطريقة الشاي. يحتوي معظم شاي الشاي على مادة الكافيين وعادةً ما يكون ثلث كمية القهوة (إذا كان مصنوعًا من الشاي الأسود). تنقع أوراق الشاي في الماء الساخن لفترة كافية لاستخراج نكهة قوية بشكل مثالي دون إطلاق العفص المر. بسبب مجموعة كبيرة من الاختلافات المحتملة يمكن اعتبار ماسالا تشاي فئة من الشاي وليس نوعًا معينًا. ومع ذلك، يحتوي ماسالا تشاي على خمسة مكونات أساسية موجودة دائمًا تقريبًا: الماء وأوراق الشاي والحليب والسكر ومزيج من الهيل والفلفل الأسود والزنجبيل. الطريقة الغربية للشاي أو شاي لاتيه له طعم أخف وأحلى من النسخة الهندية لمشروب حليب أعشاب أكثر وأكثر توابلًا.

### الشاي
عادة ما يكون الشاي الأساسي عبارة عن شاي أسود قوي مثل أسام لذلك لا تغلب عليه التوابل والمحليات. عادة يتم استخدام نوع معين من ولاية اسام يسمى مامري وتتم معالجة شاي Mamri بطريقة خاصة تنتج حبيبات بدلاً من شاي «الأوراق». إنه غير مكلف والشاي الأكثر استخدامًا في الهند. ومع ذلك يتم استخدام مجموعة متنوعة من أنواع الشاي لصنع الشاي. يتم تخمير معظم شاي في الهند مع الشاي الأسود القوي، ولكن يتم تخمير الشاي الكشميري مع شاي البودرة كشكل البارود.

### البهارات

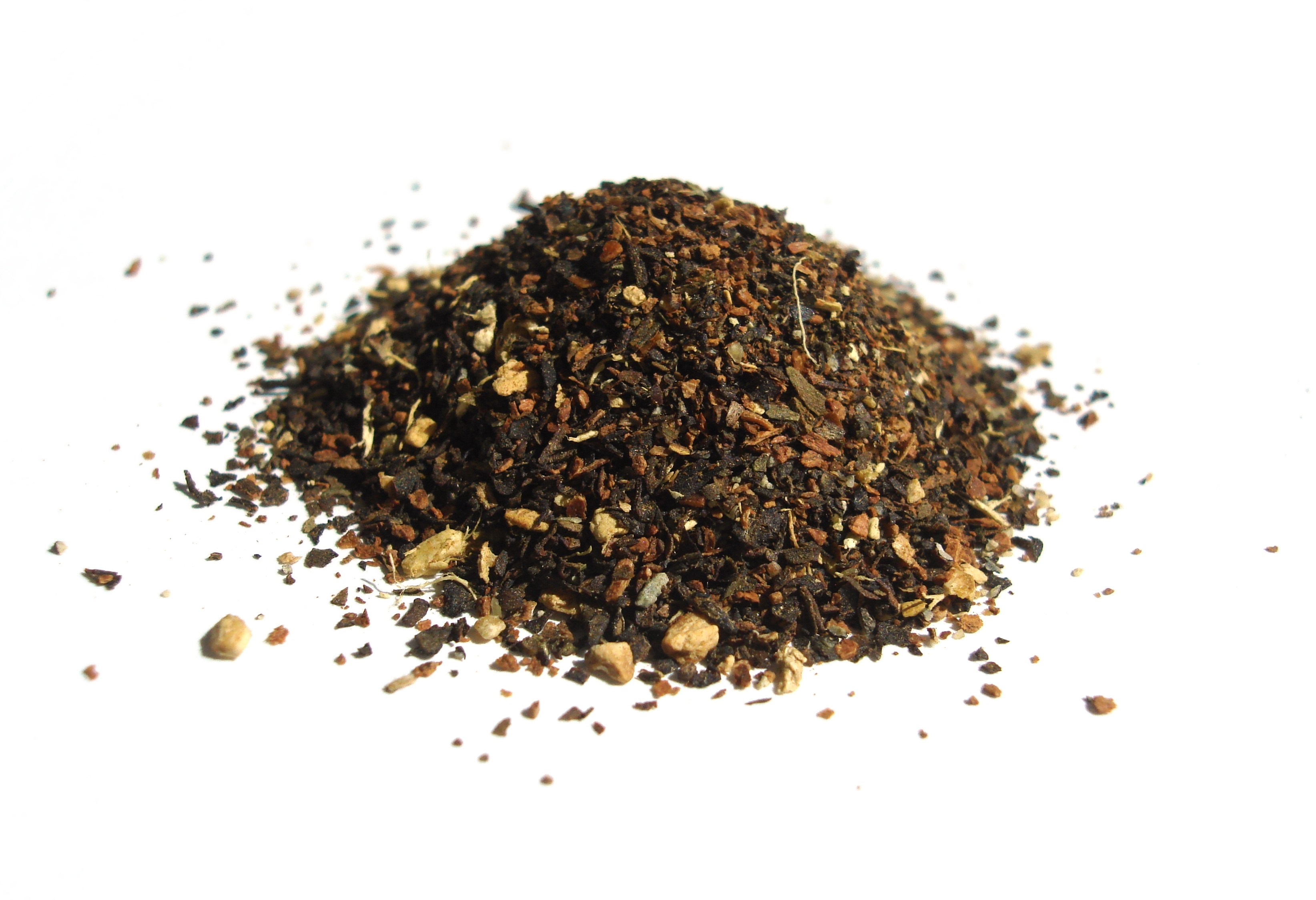
البهارات وقطع أوراق الشاي

ماسالا شاي التقليدي هو مشروب متبل مُخمّر بنسب مختلفة من التوابل الدافئة. مزيج التوابل المسمى كارها يستخدم قاعدة من الزنجبيل المطحون وحبات الهال الخضراء. عادة ما تضاف التوابل الأخرى إلى هذه الكره بما في ذلك واحد أو أكثر من القرفة واليانسون النجمي وبذور الشمر والفلفل وجوزة الطيب والقرنفل وبذور الهيل وجذر الزنجبيل والعسل والفانيليا والتوابل الأخرى.
في العالم الغربي يُعد استخدام البهارات إما لاستبدال أو استكمال القرفة والقرنفل أمرًا شائعًا أيضًا.
و تقليديا الهيل والزنجبيل هما المكونات السائدة وتكملها التوابل الأخرى مثل القرنفل أو الفلفل الأسود. يضيف النوعان الأخيران حرارة إلى النكهة كما أن استخدام القرنفل أكثر شيوعًا وشعبية في جميع أنحاء الهند. غالبًا ما يختلف التكوين التقليدي للتوابل حسب المناخ والمنطقة في جنوب وجنوب غرب آسيا.
في غرب الهند على سبيل المثال يتم تجنب القرنفل والفلفل الأسود وغالبًا ما يتم وضع عشبة الليمون أيضًا. تحضير النسخة الكشميرية من الشاي بإضافة الشاي الأخضر بدلاً من الشاي الأسود وتحتوي على مزيج أكثر دقة من النكهات: اللوز والهيل والقرفة والقرنفل وأحياناً الزعفران. في بوبال عادة، يضاف قليل من الملح.
تشمل المكونات الأخرى المحتملة لعمل الشاي أو يمكن الاختيار على حسب الذوق: جوزة الطيب أو الصلح اوالهيل الأسود اوالفلفل الحار أوالكزبرة أو نكهة الورد (حيث تُغلى بتلات الورد مع أوراق الشاي السائبة) أو جذر عرق السوس. كما يفضل بعض الناس تناول كمية صغيرة من الكمون. إضافة أقل شيوعًا إلى التوابل هي عشب الليمون مما يمنح الشاي رائحة ونكهة فريدة من نوعها أو يمكن المدمج من هذه التوابل على حسب الذوق الشخصي.

### الحليب
مقالة مفصلة: حليب
تقليديًا في الهند يتم استخدام حليب الجاموس المائي في صنع الشاي. يُصنع ماسالا شاي عن طريق خلط جزء واحد من الحليب مع جزئين إلى أربعة أجزاء من الماء وتسخين السائل إلى درجة قريبة من الغليان (أو حتى الغليان الكامل). يحب بعض الناس استخدام الحليب المكثف المحلى في ماسالا تشاي لمضاعفة التحلية. بالنسبة لأولئك الذين يفضلون شرب الشاي بدون حليب يتم استبدال الجزء بالماء.

### التحلية

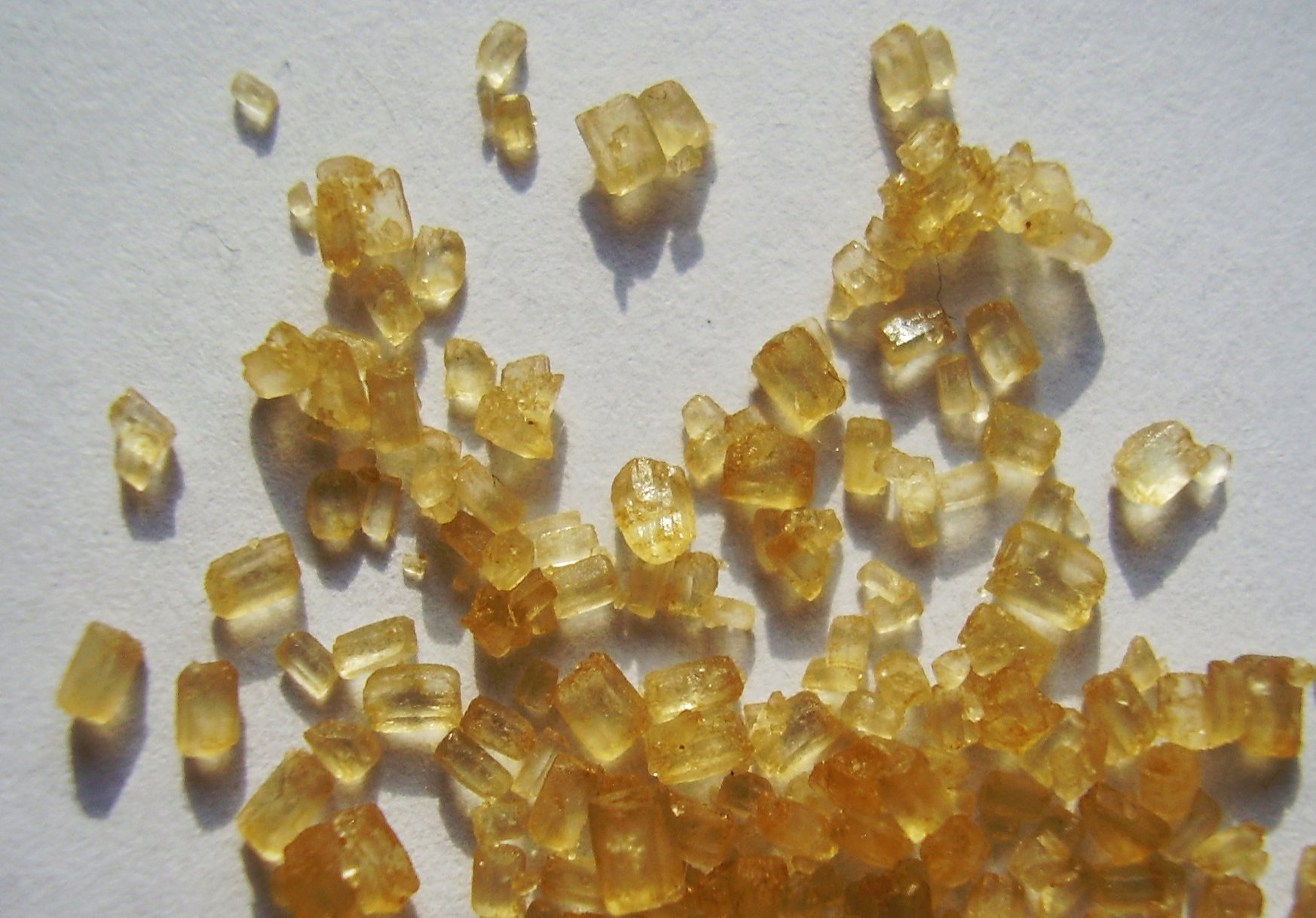
بلورات السكر البني

يُستخدام السكر الأبيض العادي أو سكر ديميرارا وهو (سكر بني أو السكر البني أو سكر النخيل أو سكر جوز الهند أو سيرب أو عسل. يستخدم جاجري Jaggery أيضًا كمُحلي (سكر بني غامق خشن مصنوع في الهند عن طريق تبخر عصارة أشجار النخيل))، وغالبًا استخدامه في المناطق الريفية من الهند. بينما يفضل البعض شاي غير محلى، فإن بعض السكر يعزز نكهة التوابل.
تستخدم بعض الوصفات ما يصل إلى ثلاث ملاعق كبيرة من السكر في 3 أكواب ونص من الشاي. يضاف السكر عادة ليناسب الشارب.

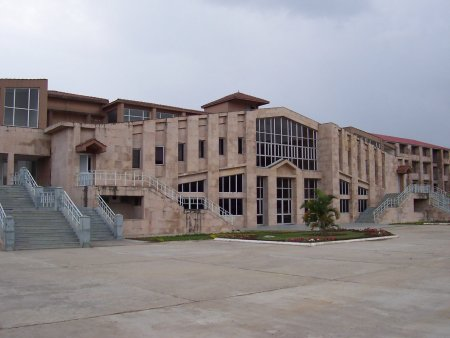
آسام (إحدي ولايات الهند)
شعار الولاية
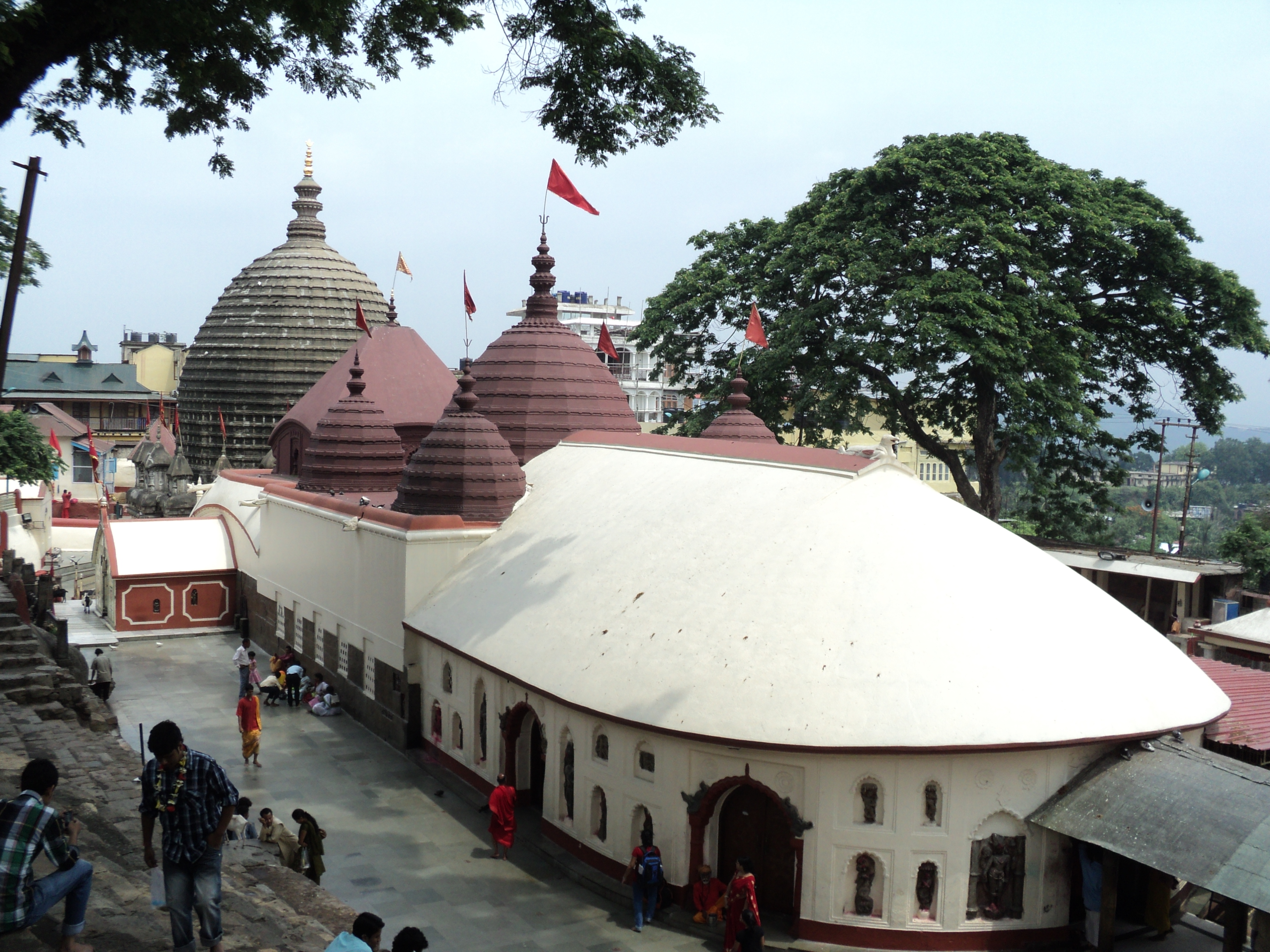
آسام (إحدي ولايات الهند)
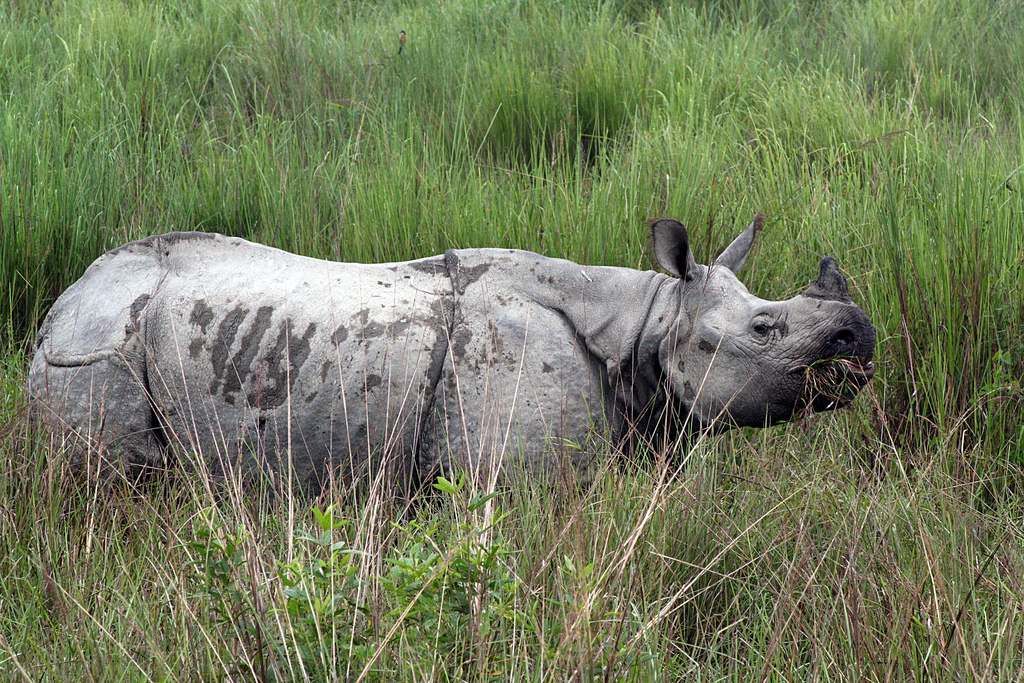
آسام (إحدي ولايات الهند)
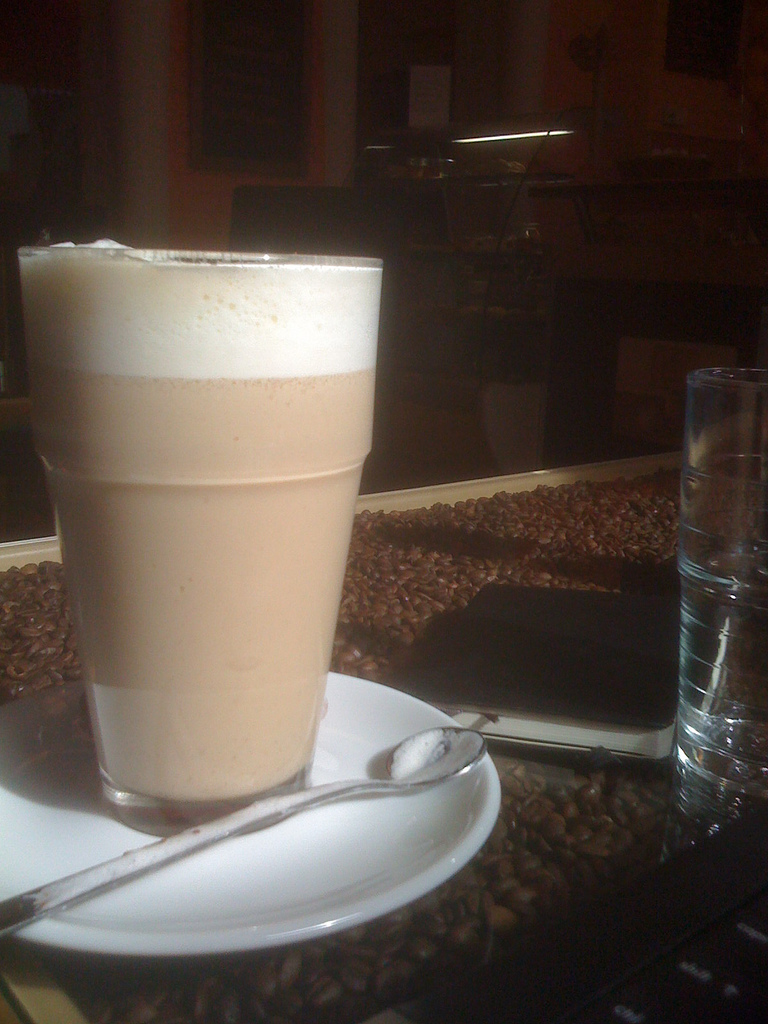
صويا فانيلا تشاي لاتيه
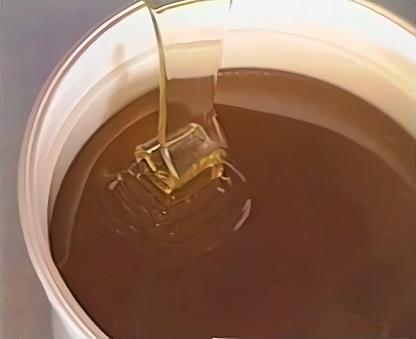
التحلية بالعسل
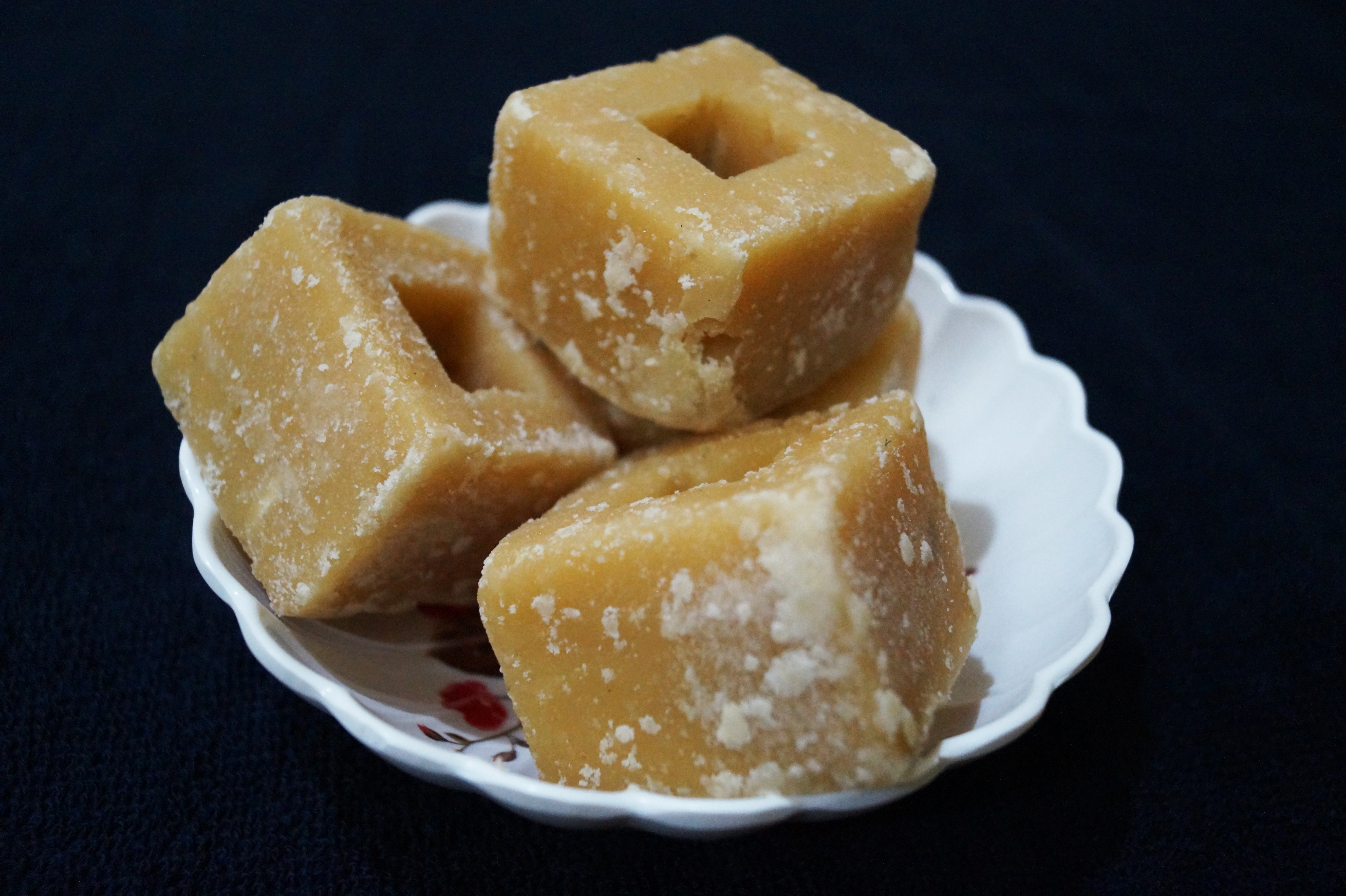
مكعبات الجاجري (مُحلي)
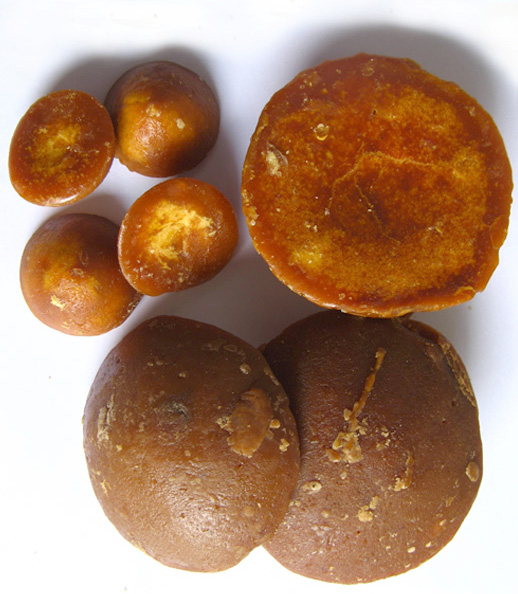
سكر جوز الهند البني
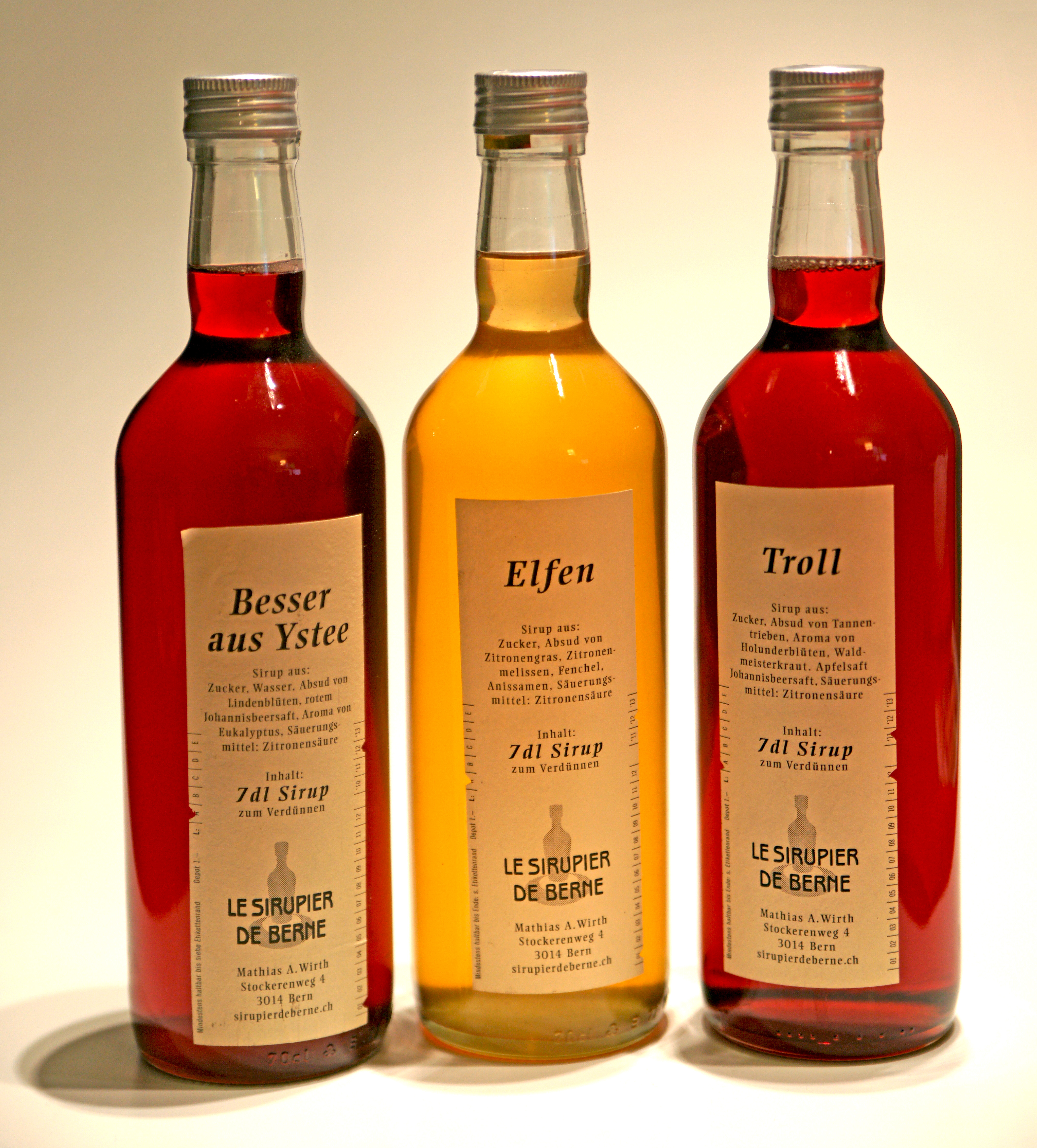
السيرب syrup (مُحلي)
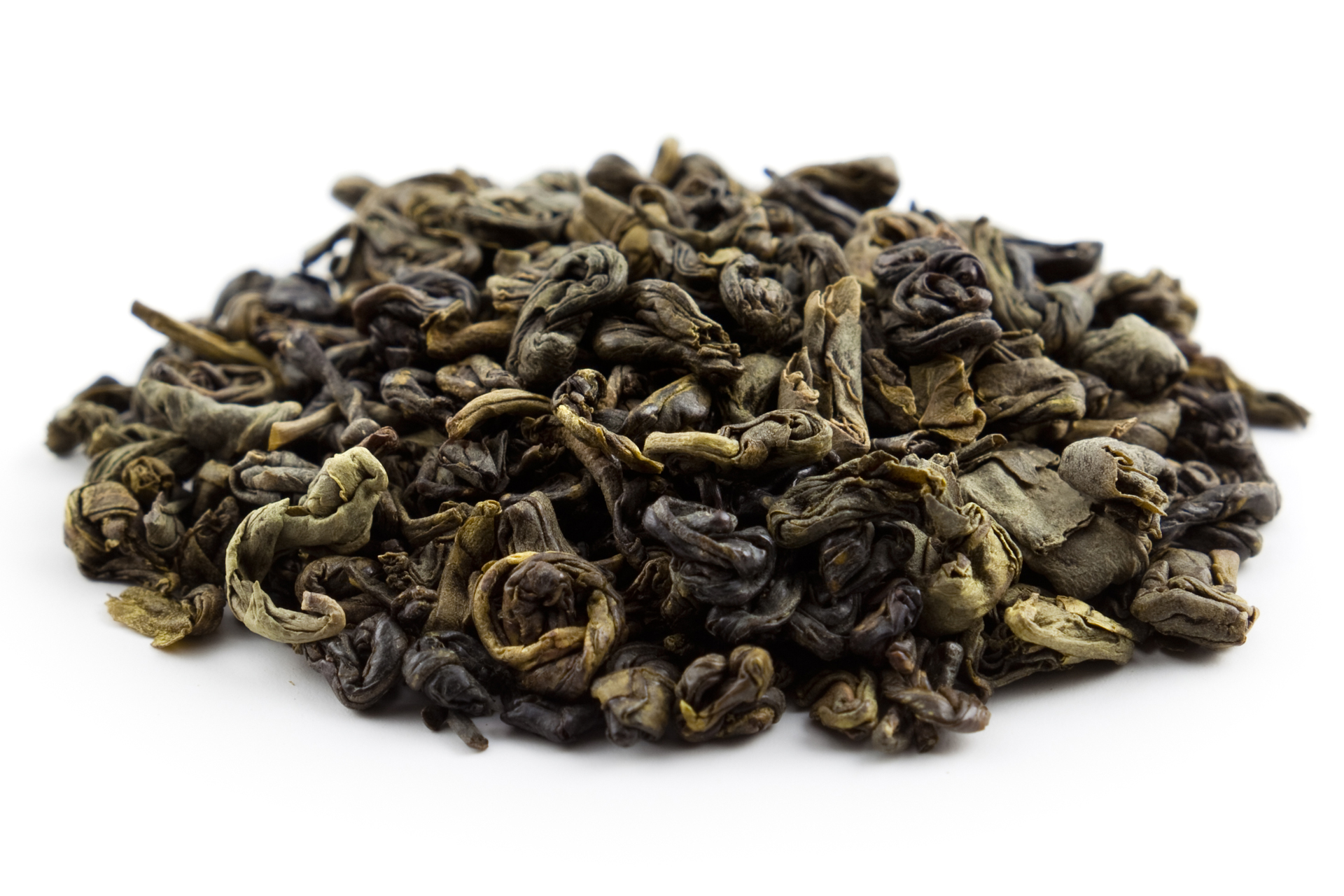
شاي البودرة كشكل البارود
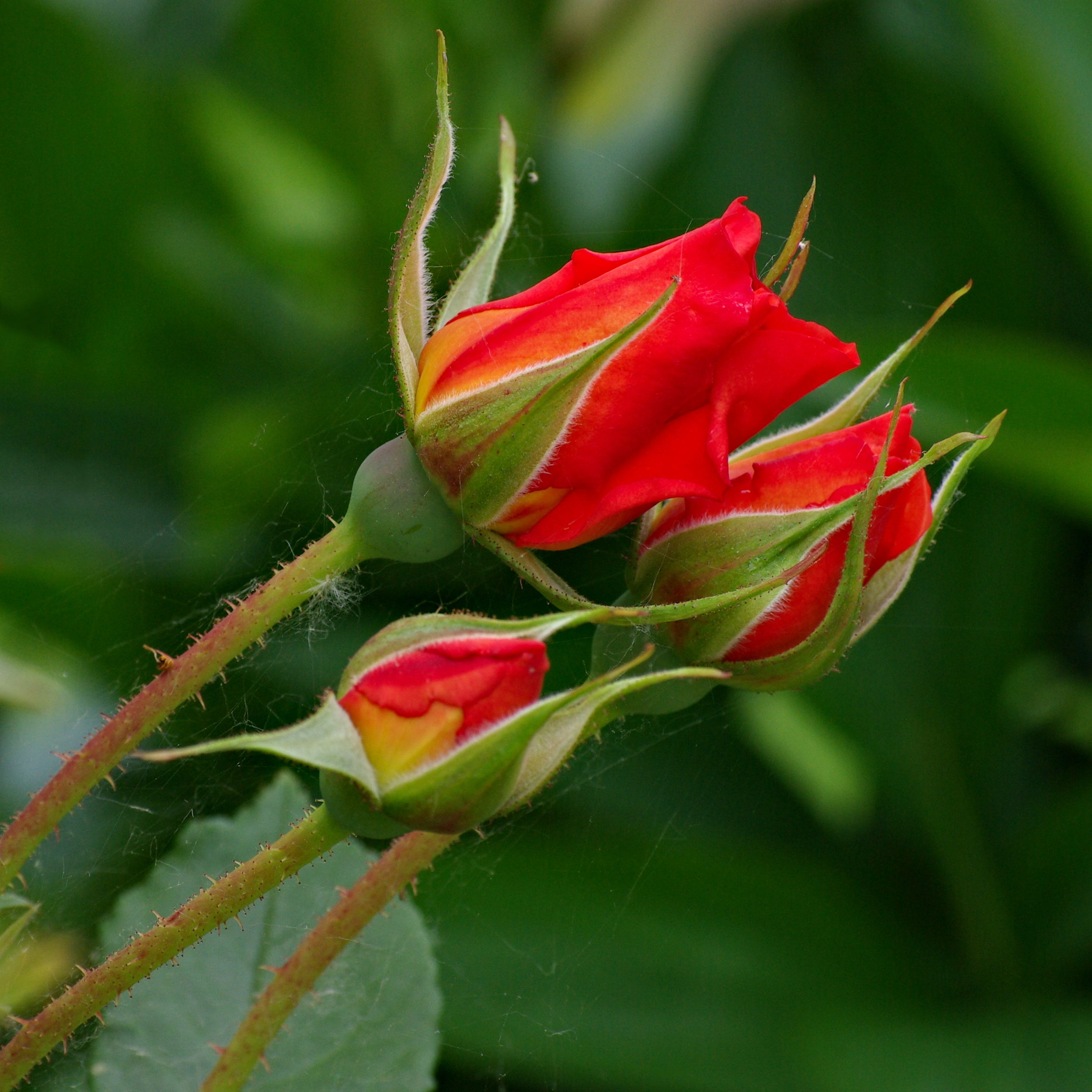
بتلات الورد الذي يستخدم في الشاي
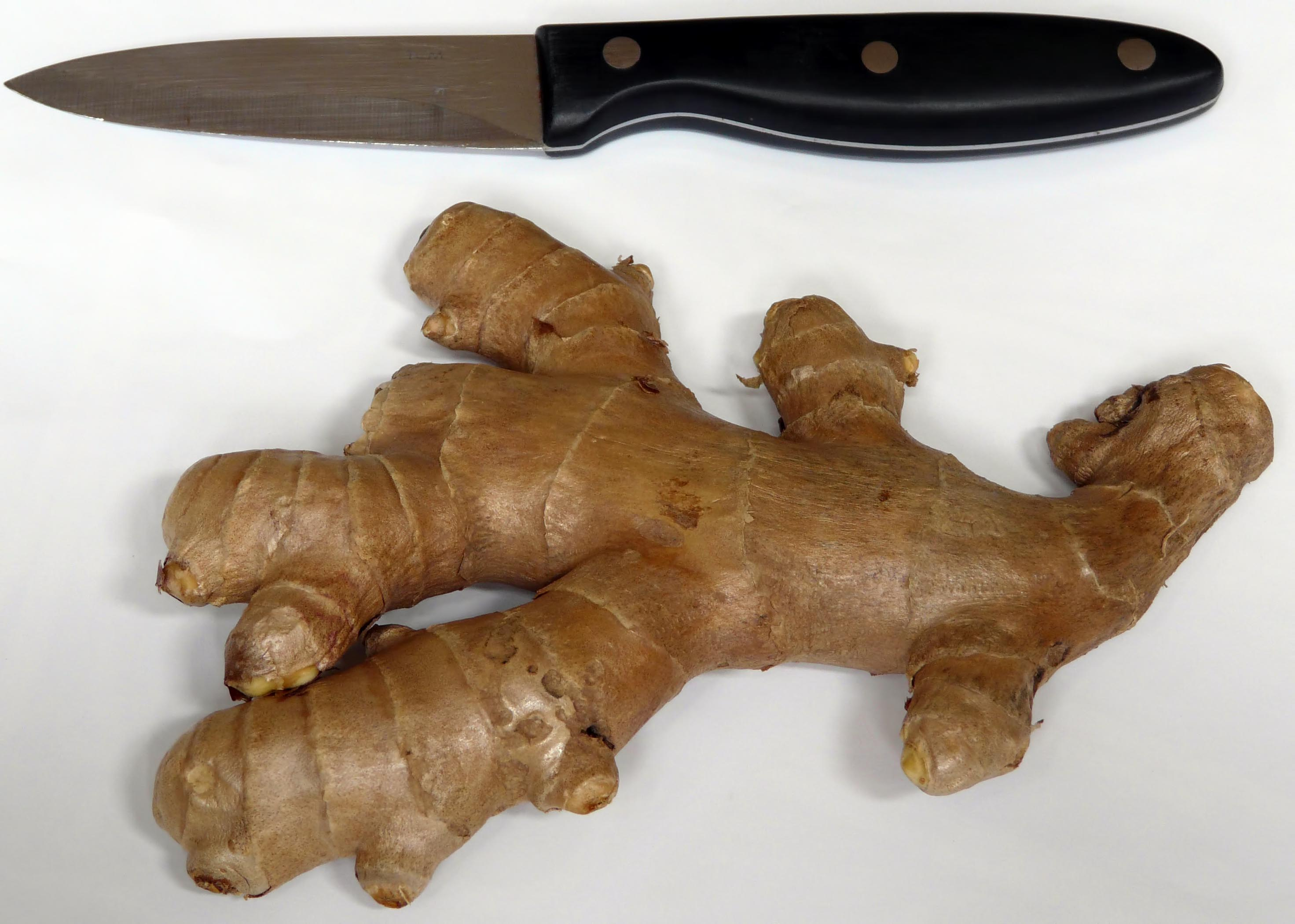
الزنجبيل